# Juicio a Ollanta Humala
El juicio a Ollanta Humala es un proceso judicial iniciado el 21 de febrero de 2022 en contra de Ollanta Humala, ex presidente del Perú, por el presunto financiamiento irregular de parte del mandatario venezolano Hugo Chávez para la campaña presidencial del año 2006 y de la empresa brasileña Odebrecht en la campaña del año 2011. El juicio se convirtió en el primer juicio del Caso Odebrecht en Perú.

## Acusación fiscal
Desde inicios de la década de 2010 se presentaron varios testimonios. A diferencia de otras acusaciones a expresidentes relacionadas con el caso Odebrecht, en este proceso se acusa a Ollanta Humala de lavado de dinero por supuestos aportes a sus campañas por parte del Partido Nacionalista.

## Acontecimientos

### 21 de febrero de 2022
Aunque se rumoreó que el inicio del juicio se iba a postergar, el 21 de febrero de 2022 se dio inicio al mismo.

### 5 de noviembre de 2024
Rocío Calderón, amiga de Nadine Heredia, admitió en el juicio que abrió una cuenta bancaria a pedido de Heredia aunque no le informaron que los fondos vendrían de la empresa venezolana Kaysamak.  Luego del testimonio de Calderón, Humala tomó la palabra y negó lo declarado.

### 12 de noviembre de 2024
Martín Belaunde Lossio declaró que, a través de Daniel Abugattás, conoció a la pareja Humala-Heredia en noviembre-diciembre del 2005, después de la cual "cumplía varias funciones, coordinación con prensa extranjera, viajes de campaña, organización de mítines, eventos, conseguir auspicios o apoyos económicos de empresarios, la parte logística, un poco de todo" para la campaña del año 2006. Belaunde Lossio sostuvo que tuvo una reunión con Jorge Barata, de Odebrecht, junto a Humala y Heredia "en la casa de Álvaro Gutiérrez, en la que el señor Barata se comprometió a entregar 400 mil dólares en efectivo para la campaña, una semana después lo entregó y yo se lo entregué directamente a la señora Heredia". Esta reunión se dio luego que le solicitaran buscar "apoyo económico porque la campaña venía sin financiamiento, estamos hablando de noviembre, diciembre del 2005. Personalmente, me pidieron que busque apoyos económicos de empresarios peruanos y eso es lo que hice... La mayoría me rechazaron por la ideología del partido... y el único apoyo real y firme que conseguí fue a través de la empresa Odebrecht con el señor Jorge Barata. Me reuní con ellos, me reuní con él y con el señor Raymundo Serra', tuvimos una reunión. Les pedí un aporte para el partido, me pidieron conocer al candidato". La reunión se llevó a cabo en febrero del 2006 y, tras ella, recibió una llamada de Barata para que vaya a recoger el "encargo". Declaró Belaunde Lossio que "fui a las oficinas de Chacarilla del Estanque, en el primer piso, ingresé, pasé al directorio pequeño al costado de la oficina del señor Jorge Barata, me entregaron una bolsa con los 400 mil dólares, regresé, se los entregué a la señora Nadine Heredia y punto". Además, Belaunde Lossio declaró que la funcionara venezolana Virly Torres le hizo entrega de dinero, conociéndola a través de Abugattás, y que "la señora Nadine Heredia [sabía de la procedencia del dinero] con certeza, porque a ella le entregué esa mochila con dinero... Yo la recogí de la embajada de Venezuela en Lima". Belaunde Lossio mencionó sobre la entrega de otra mochila de dinero de Torres que recogió de un departamento de San Isidro, siendo llevado allá por Juan Carlos Rivera, encargado de la publicidad de la campaña. El dinero era entregado a Nadine Heredia y luego éste era pasado a Ilan Heredia "para que contase el dinero". Además, mencionó que el dinero "lo traían funcionarios venezolanos, lo entregaban aquí funcionarios venezolanos, de la embajada" y que las otras entregas "hasta donde sé, se lo entregaban directamente en casa de la señora Nadine Heredia". 
En su declaración, Belaunde Lossio declaró que Nadine Heredia le pidió crear la imprenta Todo Graph para justificar los ingresos irregulares de campaña y "no solo justificar sino generarse ingresos a partir de haber perdido las elecciones del 2006". Según Belaunde Lossio, "yo le sugiero crear la empresa, una imprenta" para dar servicios de imprenta a los partidos que iban a participar en las elecciones regionales y municipales de dicho año. Ante dicha sugerencia, Nadine Heredia le pidió crear la empresa dándole 51 000 dólares para tal fin. La empresa empezó a funcionar en octubre de 2006 y a inicios de noviembre, Heredia llamó a Belaunde Lossio, según declaró, para solicitarle transferir la empresa a otras personas, a lo que accede. Posteriormente, Belaunde Lossio declaró que coordinó con Heredia adquirir canales de televisión en provincias para "construir un aparato de prensa dentro del partido". El dinero destinado fue de 265 000 dólares en equipo que se compraron a través de la empresa Ilios Producciones y se destinó 15 000 dólares para comprar dos señales de televisión. Belaunde Lossio declaró que Heredia le rendía cuentas de lo gastado a "algún funcionario venezolano, no sé a quién, pero sí sé que ocurría eso, porque había llamadas telefónicas permanentes entre la señora Nadine y Venezuela desde un teléfono que yo había sacado y prestado, del cual tengo incluso el reporte".  Sostuvo que, tras la campaña, se crearon falsos aportantes para declarar sobre el origen de los aportantes a la campana ante la ONPE, "entre ellos se encuentra mi padre, un amigo Marco Tengan, Diego Vera Tudela, Luis Miguel Ramírez y otros nombre que no recuerdo".
Belaunde Lossio, además, declaró que Nadine Heredia le solicitó crear un contrato ficticio entre ella y su empresa Centro Capilares porque "necesitaba una justificación de ingresos para acceder a un crédito hipotecario en el BCP, y me pide si, por favor, podíamos hacer un contrato, realmente ficticio, con una de mis empresas", a lo que accedió.

### 13 de marzo de 2025
El 13 de marzo de 2025, el poder judicial anunció la fecha que dará la sentencia final, el 15 de abril.

### 15 de abril de 2025
Se inició la lectura de la sentencia.  Tras ello, se sentenció a Ollanta a 15 años de prisión junto a Nadine Heredia por el delito de lavado de activos agravado. También, se sentenció a Ilan Heredia, hermano de Nadine, a 12 años en calidad de coautor, y a Marco Julio Torres Aliaga a 8 años. En la lectura no se encontraban presentes los hermanos Heredia y Torres Aliaga. El colegiado dispuso el internamiento inmediato de los sentenciados en prisión.

### Huida de Nadine Heredia a Brasil y de Ilan Heredia
Una semana antes de leerse la sentencia, Nadine Heredia se contactó con el abogado brasileño Marco Aurelio de Carvalho. De Carvalho le sugirió que solicitara asilo político en la embajada de Brasil en Lima a lo que Heredia presentó su solicitud. El 15 de abril, mientras el colegiado leía la sentencia, Heredia ingresó a la embajada de Brasil acompañada de su hijo Samir, de 15 años, formalizando, por la tarde, su pedido de asilo. Antes de ello, Heredia difundió la versión de que estaba internada en una clínica y que había sido sometida a una operación mientras Ollanta redactó un poder autorizando la salida del país de su hijo. Aquel mismo 15 de abril, el gobierno de Dina Boluarte le otorgó a Heredia un salvoconducto luego que el gobierno brasileño, liderado por Lula Da Silva, aceptara la solicitud de asilo. Esta decisión originó diversas críticas debido a que Heredia era una persona condenada por delitos despertando sospechas de un posible apoyo hacia Heredia debido a la presencia de personajes del gobierno de Humala en la gestión de Boluarte tales como Gustavo Adrianzén y Nicanor Boluarte.
El 16 de abril, tras tomar un vuelo en un avión de la Fuerza Aérea Brasileña, Heredia y su hijo llegaron a Brasil.  Debido a ello, la Comisión de Relaciones Exteriores  y Defensa Nacional de la cámara de diputados brasileño aprobó una moción de repudio contra el asilo de Heredia.
El 27 de abril, la fiscalía requirió al Poder Judicial emitir una orden de captura internacional contra Ilan Heredia, que también se encontraba prófugo de la justicia. Mientas tanto, se reportó que Nadine Heredia fue captada comprando en un centro comercial en Brasil. Al ser consultado De Carvalho, quien además es amigo de Da Silva y fundador del grupo de abogados Prerrogativas, confirmó que Nadine fue a comprar ropa y medicinas, además de aclarar que él, junto a los abogados de Prerrogativas, alquilaban un departamento para Nadine. Mencionó, también, que De Carvalho junto a los abogados de Prerrogativas y un grupo de "amigos progresistas" ayudaban económicamente a Nadine.